# وایتول، داربی‌شر
وایتول (به انگلیسی: Whitwell) یک روستا و محله مدنی در بریتانیا است که در منطقه بالسوور واقع شده‌است. وایتول ۳٬۹۰۰ نفر جمعیت دارد.